# Parco nazionale dell'Isola del Principe Edoardo
Il parco nazionale dell'Isola del Principe Edoardo (in inglese Prince Edward Island National Park) è un parco nazionale situato nella provincia provincia omonima, in Canada.

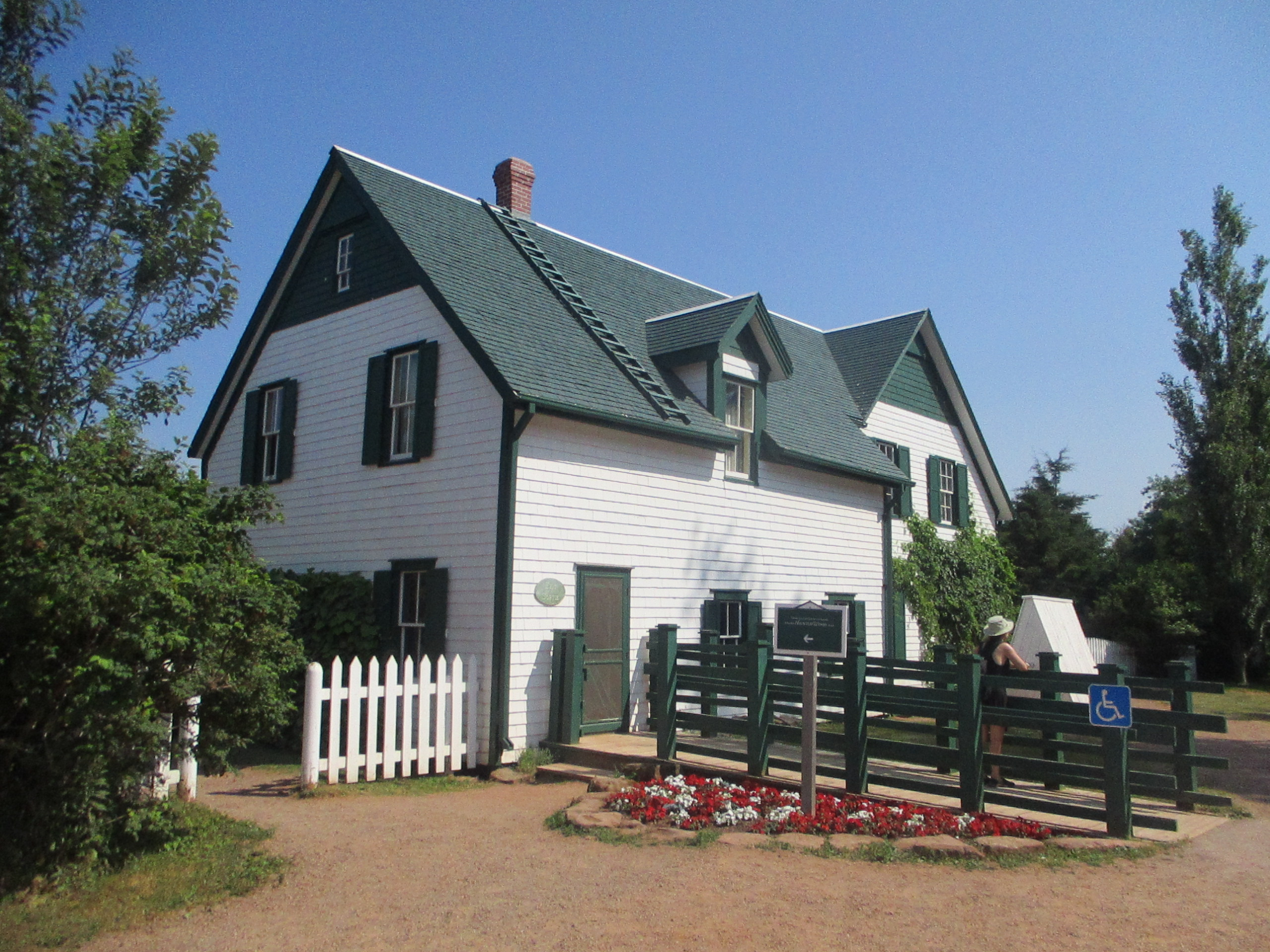
Green Gables